# Bantu Mzwakali
Bantu Mzwakali (Città del Capo, 9 novembre 1993) è un calciatore sudafricano, centrocampista dell'Al-Shaeib.

## Carriera
Ha giocato nella massima serie sudafricana.